# Ksar Ez Zahra
Ksar Ez Zahra est un ksar de Tunisie situé dans le gouvernorat de Tataouine.

## Localisation
Situé dans une zone collinaire au pied du massif du djebel Abiodh, Abdesmad Zaïed le considère comme un ksar de montagne même si le site n'a pas un caractère défensif.
Plusieurs huileries et mausolées, dont celui de Sidi Brahim Zitrini, se trouvent à proximité.

## Histoire
Si le ksar est « relativement ancien », les dates de fondation varient selon les auteurs : 1700 d'après Kamel Laroussi, 1870-1880 d'après Zaïed voire années 1900 selon Marinella Arena et Paola Riffa. Zaïed avance par ailleurs l'hypothèse qu'il ait remplacé deux structures plus anciennes dans un effort de sédentarisation mené par les autorités du protectorat français.
Le 22 janvier 2024, un arrêté en fait un monument classé.

## Aménagement
Le ksar se divise en deux parties : une partie ancienne de forme carrée (cinquante mètres de diamètre) et une partie plus récente (Ksar Jedid) de forme rectangulaire (70 mètres sur 90). Une entrée couverte (skifa) relie les deux parties.
Le nombre de ghorfas est variable selon les sources : 270 selon Zaïed, 415 d'après Laroussi et 326 d'après Herbert Popp et Abdelfettah Kassah. Le tout s'élève essentiellement sur trois à quatre étages.
Le ksar a fait l'objet d'une restauration. Si la partie ancienne avec ses ghorfas sans portes n'est plus utilisée, certaines ghorfas de la partie plus récente sont encore utilisées pour du stockage et des petits commerces.

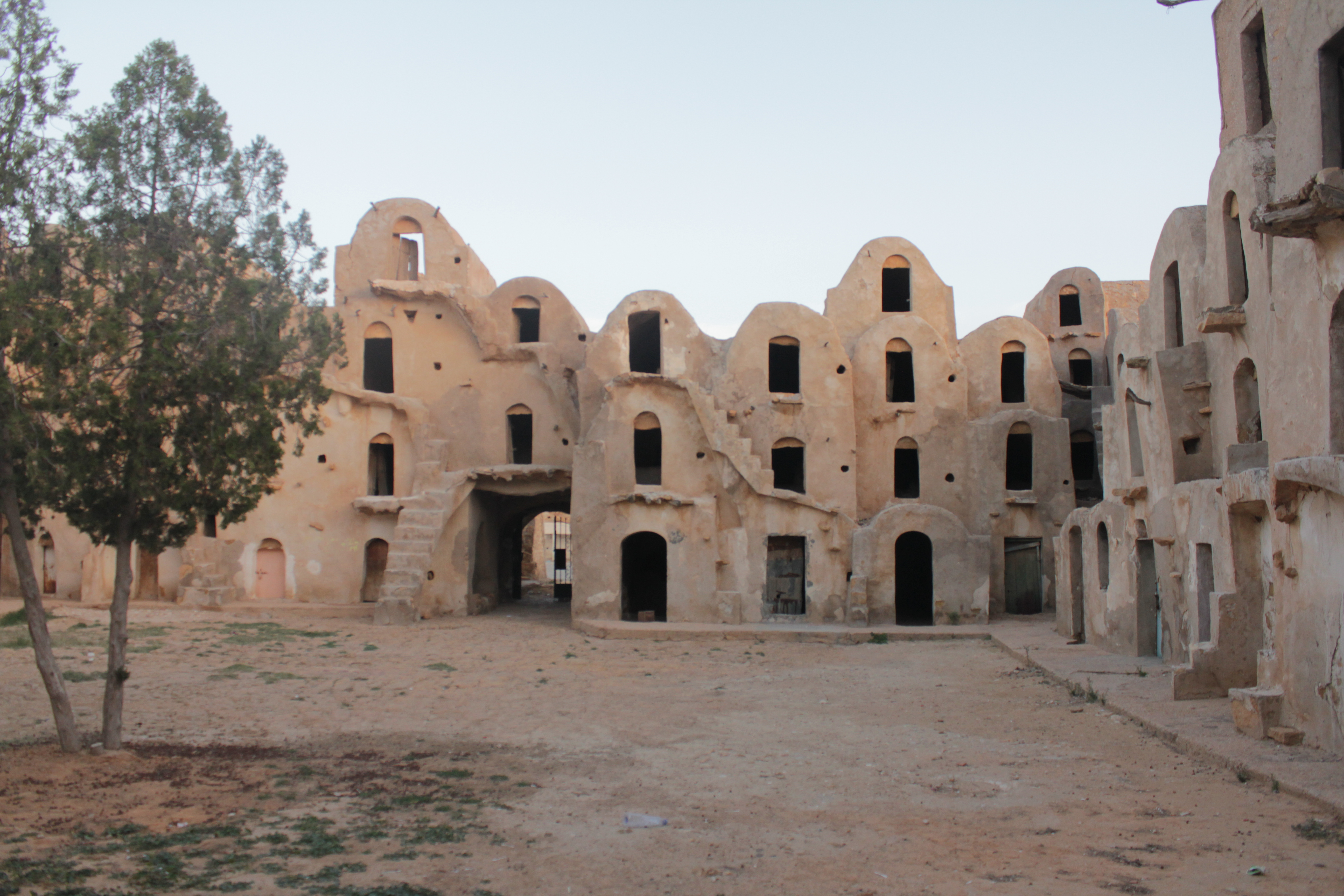
Vue de la cour de la partie ancienne avec la skifa.
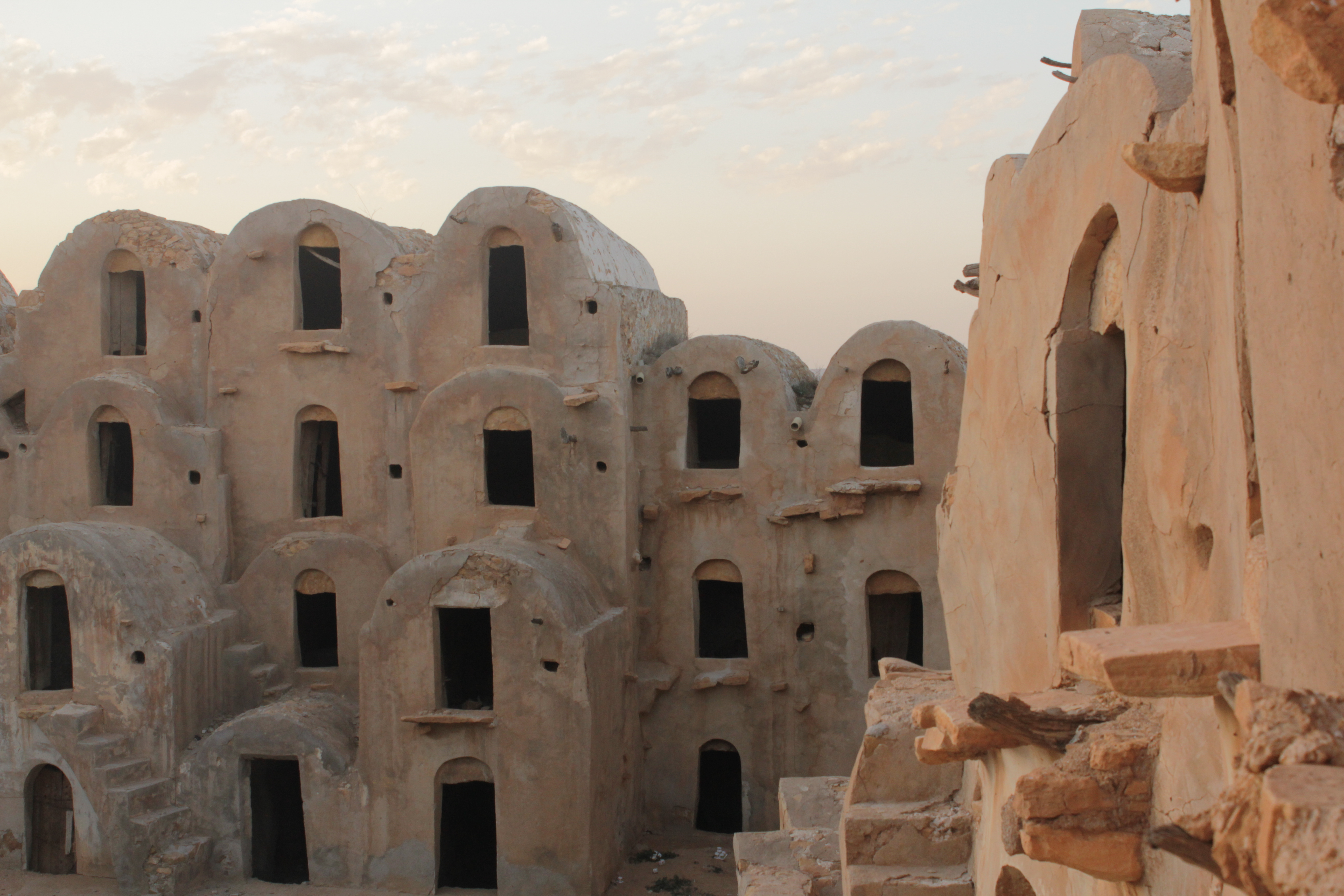
Aperçu de ghorfas depuis un étage.
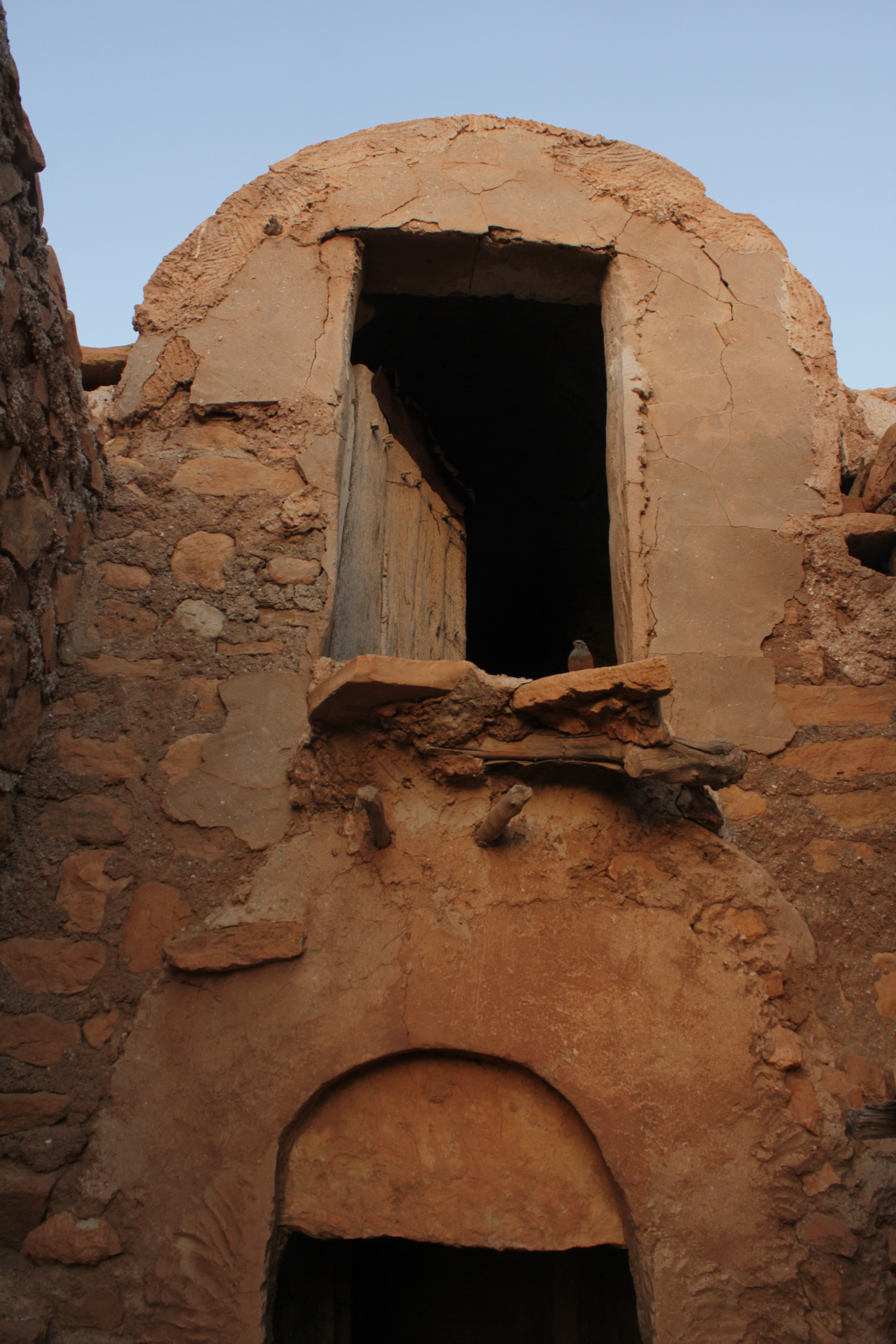
Entrée d'une ghorfa.
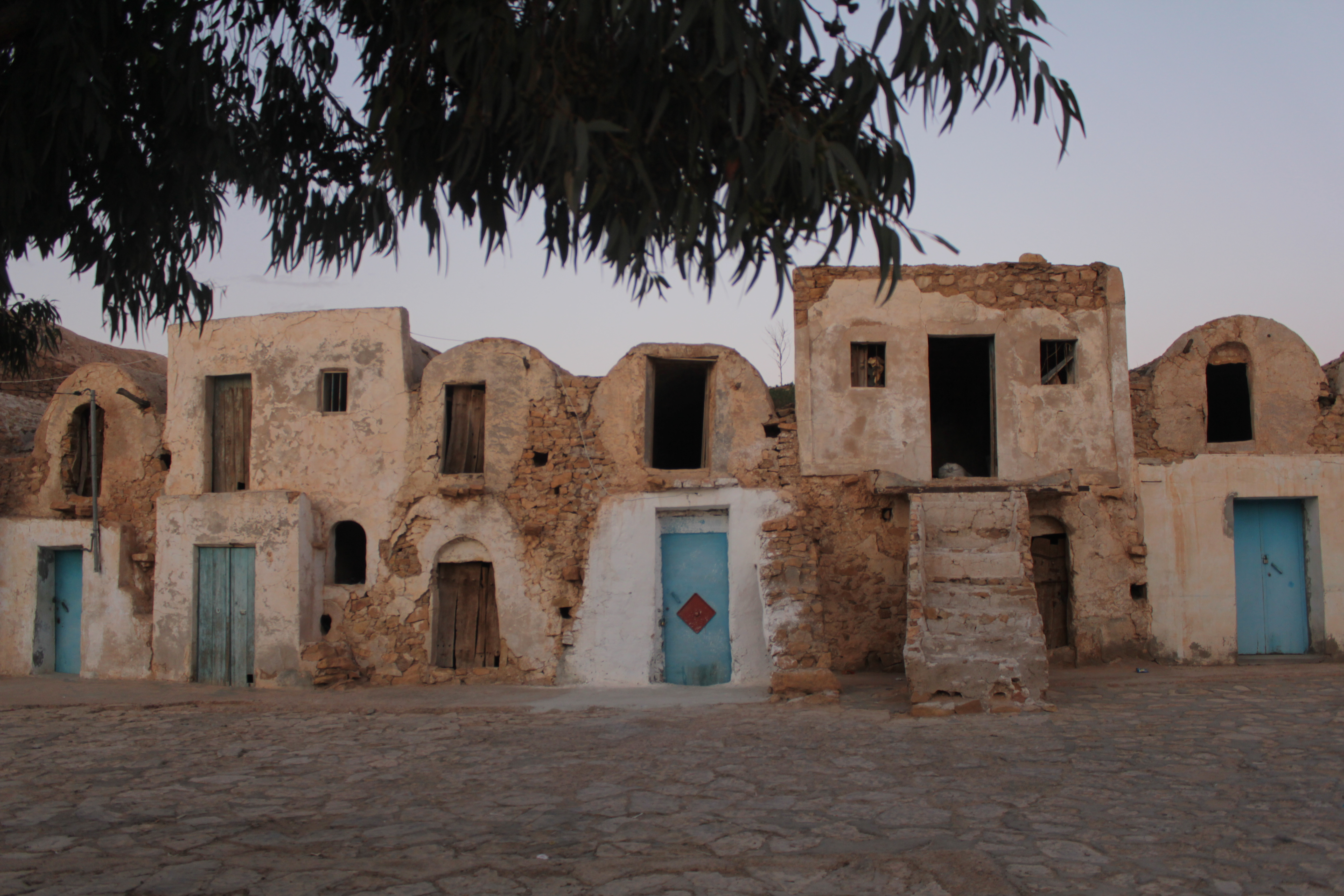
Façade de la partie récente.